# Офис президента Украины
Офис Президента Украины — постоянно действующий вспомогательный орган при президенте Украины, осуществляющий организационное, правовое, консультативное, информационное, экспертно-аналитическое и иное обеспечение исполнения президентом Украины своих конституционных полномочий.
Формирование Офиса президента осуществляется на основании указа президента Владимира Зеленского № 417/2019 от 20 июня 2019 года путём реорганизации и сокращения численности сотрудников Администрации президента Украины.

## Предыстория
22 мая 2019 года представитель президента Владимира Зеленского в Верховной Раде Руслан Стефанчук в интервью изданию «Левый берег» ответил на вопрос о планах президента на первые 100 дней. По его словам, в число первоочередных задач входят реформа администрации, запуск аудита государства, ряд законопроектов (в частности, касающихся отмены неприкосновенности). В частности, «Администрация президента должна перестать быть параллельным правительством и ограничиться тремя функциями — канцелярия, аналитический центр, который будет нарабатывать новые идеи и программы, и контроль над решениями президента».
16 июня Андрей Богдан в интервью телеканалу «Украина» анонсировал реформу Администрации президента: «Мы отходим от названия „Администрация президента“, будем создавать европейский орган, который помогает президенту видеть направления развития Украины, где сконцентрируются учёные и интеллектуалы, которые формируют политику президента в развитии государства, а не влияют на сегодняшние проблемы, не понимая, куда движется страна».
20 июня Владимир Зеленский подписал указ о формировании новой структуры — Офиса президента Украины — путём реорганизации и сокращения численности сотрудников Администрации президента Украины. Указом предусмотрено создание комиссии по реорганизации Администрации президента. Председателем комиссии назначен Стасенко Игорь Викторович, руководитель аппарата Администрации президента и руководитель Главного департамента документального обеспечения. Указ вступил в силу со дня его опубликования.
25 июня было утверждено Положение об Офисе Президента Украины и было начато переназначение руководителей Офиса и его структурных подразделений.

## Руководство
После даты назначения или освобождения от должности стоит номер соответствующего указа или распоряжения президента Украины.
- Богдан, Андрей Иосифович (25 июня 2019 — 11 февраля 2020),
- Ермак, Андрей Борисович (с 11 февраля 2020)[5].

## Структура Офиса президента Украины
Структура Офиса президента Украины:
- Руководитель Офиса президента Украины (возглавляет офис);
- Первый заместитель руководителя Офиса президента Украины;
- заместители руководителя Офиса президента Украины;
- Руководитель Аппарата Офиса президента Украины;
- Первый помощник президента Украины;
- помощники президента;
- советники президента;
- Пресс-секретарь президента Украины;
- уполномоченные президента Украины;
- представители президента Украины;
- Кабинет президента Украины;
- Кабинет руководителя Офиса президента Украины;
- Директорат по вопросам правовой политики;
- Директорат по вопросам внешней политики;
- Директорат по вопросам национальной безопасности и обороны;
- Директорат по вопросам юстиции и правоохранительной деятельности;
- Директорат по вопросам региональной политики и децентрализации;
- Директорат по вопросам экономической политики;
- Директорат по вопросам внутренней и гуманитарной политики;
- Директорат по вопросам информационной политики;
- Департамент документального обеспечения;
- Департамент по вопросам государственного протокола и церемониала;
- Департамент по вопросам гражданства, помилования, государственных наград;
- Департамент по вопросам обращений граждан;
- Департамент доступа к публичной информации;
- Департамент управления персоналом;
- Департамент информационных технологий;
- Департамент обеспечения связей с Верховной радой Украины и Кабинетом министров Украины;
- Департамент обеспечения деятельности уполномоченных, представителей и работы Офиса президента Украины;
- Режимно-секретный департамент[1][6].